# Idioma sentinelés
El sentinelés es la lengua no testimoniada de los sentineleses, habitantes nativos de isla Sentinel del Norte, una pequeña isla perteneciente al archipiélago de las islas Andamán. Puesto que se trata de un pueblo no contactado no se conocen detalles sobre dicha lengua aunque se presume que pueda estar emparentada con otras lenguas de las islas Andamán.
Políticamente, la isla está bajo jurisdicción de la India, cuyo gobierno ha tratado de mantener protegidos a los nativos del mundo exterior. Esta es la razón por la cual la lengua es desconocida, no existiendo siquiera listas de vocabulario que permitan algún tipo de clasificación. Dado el desconocimiento sobre este pueblo no hay estudios serios sobre su lengua.
Actualmente, se estima que solo quedan 50 personas en la isla. La supervivencia del idioma se ha sustentado en base al aislamiento de las poblaciones que lo hablan y a su hostilidad contra los foráneos. Es una de las pocas lenguas de Andamán que aún no ha sucumbido al hindi.
- Datos: Q568377